# Ahmad Xah III Gudjarati
Ahmad Xah III (de naixement Radj l-Mult) fou sultà de Gujarat. Era rebesnet d'Ahmad Xah I Gudjarati i va succeir a Mahmud Xah III Gudjarati.
Com que Mahmud III no havia deixat hereus els nobles el van proclamar sultà quan era menor d'edat. Però el poder va passar a una vintena de nobles que es van repartir el país, i la monarquia fou merament decorativa. La principal figura fou Itimad Khan, un hindú convertit a l'islam, que fou el regent del jove sultà. Daman es va cedir als portuguesos a canvi d'expulsar al governador local, un cap habshi que no pagava impostos ni reconeixia al govern central, pagant llavors un tribut; els portuguesos van atacar Daman el febrer de 1559 i les tropes habshis van abandonar la ciutat sense lluitar. Els habshis van assolir molta importància en aquest temps i van afeblir el poder central ja de per si molt minse.
El 1561 Ahmad III que volia governar pel seu compte, fou assassinat per orde del regent. No hi havia hereu i Itimad Khan va presentar a un altre nen que va dir que era fill de Mahmud III i una concubina, que va pujar al tron com Muzaffar Xah III

## Nota
1. ↑  els habshis eren descendents dels esclaus portats a la zona pels mercaders àrabs i musulmans, generalment d'origen negre africà